# Operacja Abercrombie
Operacja Abercrombie – dwugodzinny rajd sił brytyjsko-kanadyjskich na francuską nadmorską miejscowość Hardelot przeprowadzony w nocy z 21 na 22 kwietnia 1942 roku.

## Plan i przygotowania
Ze względu na małą odległość od brzegów Wielkiej Brytanii (Pas-de-Calais) i szeroką plażę, miejscowość stanowiła dogodne miejsce do desantu alianckich sił inwazyjnych. Celem rajdu było rozpoznanie podejść na plażę i broniących ich sił nieprzyjaciela, wzięcie jeńców oraz dokonanie jak największych zniszczeń napotkanych wrogich umocnień i instalacji. Desantu miało dokonać 100 brytyjskich komandosów z 4 Commando oraz 50 Kanadyjczyków z Pułku Carlton and York. Całością sił dowodził mjr Lord Lovat (zastępca d-cy 4 Commando).
Podczas operacji po raz pierwszy miano wykorzystać w boju barki desantowe wsparcia (LCS), które mogły operować bardzo blisko brzegu, udzielając bezpośredniej pomocy walczącym żołnierzom ogniem swych dwóch ciężkich karabinów maszynowych oraz moździerza. Ochronę na morzu zapewnić miały ścigacze artyleryjskie MGB.
Pierwotny termin rajdu został wyznaczony na noc z 18 na 19 kwietnia 1942 roku. Akcja została jednak odwołana, gdy ze względu na wzburzone morze szturmowe barki desantowe (LCA) zaczęły nabierać wodę. Złe warunki pogodowe uniemożliwiły desant również w nocy z 20 na 21 kwietnia. Dopiero podjęta następnej nocy trzecia próba lądowania zakończyła się powodzeniem.

## Przebieg
Wiozące Brytyjczyków barki przybiły do brzegu nieco bardziej na północ niż planowano. Lądujący komandosi nie napotkali żadnego oporu, jak się bowiem okazało niemieckie bunkry strzegące plaży były opuszczone. Natomiast barki Kanadyjczyków z powodu błędu nawigacyjnego zboczyły z kursu i oddzieliły się od głównych sił. Gdy wkrótce potem dostały się pod niemiecki ogień z brzegu, zaniechano przeprowadzenia desantu.
Tymczasem komandosi przedostali się z plaży na okalające ją wydmy, gdzie ich marsz został zahamowany przez zapory z drutu kolczastego. Ponadto zostali zauważeni przez 3-osobowy niemiecki patrol, który natychmiast się wycofał i zaalarmował pozostałych obrońców. Komandosi zostali oświetleni flarami i dostali się pod ostrzał ciężkich karabinów maszynowych z obu flank. Z pomocą przyszły im barki wsparcia, które ogniem swych moździerzy zmusiły Niemców do wycofania się.
Następnie Lovat wydzielił 12-osobowy patrol, który otrzymał zadanie zniszczenia baterii reflektorów przeciwlotniczych. Dotarł on do celu, jednak zanim zdołał przeprowadzić atak, została wystrzelona rakieta sygnalizująca odwrót na barki desantowe.
Jeden komandos został zraniony w nogę; straty Niemców pozostają nieznane. W międzyczasie okręty alianckie osłaniające operację napotkały i zaatakowały przepływające w pobliżu niemieckie kutry torpedowe. Zatopiły jeden z nich i uszkodziły kilka pozostałych.